# Ef (ロックバンド)
ef（イー・エフ）は、スウェーデンのポストロック・バンド。男性5人組。2003年5月にスウェーデンのヨーテボリで結成。「EF」と大文字で表記することもある。
最初のフル・アルバム2作品は、ヨーロッパではAnd The Sound Recordsから、日本ではThomason Soundsからリリース。ヨーロッパを中心に精力的にツアーを行っている。また、バンドの楽曲のリミックスは、幅広く世界各国のアーティストに依頼している（日本ではeuphoriaが参加）。

## メンバー
- Niklas Åström - ドラム
- Thomas Torsson - ギター、ボーカル
- Daniel Juline - ギター、キーボード、ベース、ボーカル
- Erik Jardestig - ギター

### 旧メンバー
- Mikael Hillergård - ベース
- Jonathan Råsmark - チェロ、ギター
- Claes Strängberg - ギター、ボーカル
- Emanuel Olsson - ベース

## ディスコグラフィ

### スタジオ・アルバム
- 『Give me beauty...Or give me death!』 - Give Me Beauty... Or Give Me Death! (2006年)
- 『アイ・アム・レスポンシブル』 - I Am Responsible (2008年)
- 『モーニング・ゴールデン・モーニング』 - Mourning Golden Morning (2010年)
- Ceremonies (2013年)
- We Salute You, You and You! (2022年)

### ライブ・アルバム
- Live At Dunk!Festival 2023 (2024年)

### EP
- Hello Scotland (2008年) ※CD-R。同曲のスタフライン・ハウコン、euphoria、アイサンらによるリミックスを収録
- Delusions of Grandeur (2012年)
- Vāyu (2016年)